# Liste du patrimoine mondial en Bolivie
Cet article recense les sites inscrits au patrimoine mondial en Bolivie.

## Statistiques
La Bolivie (que l'UNESCO nomme « État plurinational de Bolivie ») ratifie la Convention pour la protection du patrimoine mondial, culturel et naturel le 4 octobre 1976. Le premier site protégé est inscrit en 1987.
En 2015, la Bolivie compte 7 sites inscrits au patrimoine mondial, 6 culturels et 1 naturel.
Le pays a également soumis 5 sites à la liste indicative, 2 culturels, 1 naturel et 2 mixtes.

## Listes

### Patrimoine mondial
Les sites boliviens suivants sont inscrits au patrimoine mondial en 2023. Les noms et les graphies sont celles choisies par l'UNESCO. Les superficies des biens transfrontaliers sont celles de leurs parties boliviennes.
| Site                                                            | Département      | Type                              | Date | Superficie (ha) | Lien | Notes | Coordonnées | Illus. |
| --------------------------------------------------------------- | ---------------- | --------------------------------- | ---- | --------------- | ---- | --- | --- | ------ |
| Fort de Samaipata                                               | Santa Cruz       | Culturel, (ii), (iii)             | 1998 |                 | 883  | | 18° 10′ 30″ sud, 63° 49′ 08″ ouest |        |
| Missions jésuites de Chiquitos                                  | Beni, Santa Cruz | Culturel, (iv), (v)               | 1990 |                 | 529  | Bien sériel constitué de 6 sites distincts : - San Javier - Concepción - Santa Ana - San Miguel - San Rafael - San José                                                                    | 16° 00′ sud, 60° 30′ ouest 16° 16′ 30″ sud, 62° 30′ 25″ ouest 16° 07′ 55″ sud, 62° 01′ 34″ ouest 16° 35′ 02″ sud, 60° 41′ 17″ ouest 16° 46′ 59″ sud, 61° 15′ 00″ ouest 16° 47′ 13″ sud, 60° 40′ 26″ ouest 17° 51′ sud, 60° 45′ ouest |        |
| Parc national Noel Kempff Mercado                               | Santa Cruz       | Naturel, (ix), (x)                | 2000 | 1 523 446       | 967  | | 14° 16′ 01″ sud, 60° 52′ 01″ ouest |        |
| Qhapaq Ñan, réseau de routes andin                              |                  | Culturel, (ii), (iii), (iv), (vi) | 2014 | 789,794         | 1459 | Bien sériel transfrontalier partagé avec l'Argentine, le Chili, la Colombie, l'Équateur et le Pérou, consistant en des tronçons de routes et des sites archéologiques. 3 sites en Bolivie. | 16° 33′ 00″ sud, 69° 01′ 01″ ouest 16° 33′ 36″ sud, 68° 40′ 59″ ouest 16° 38′ 02″ sud, 68° 32′ 49″ ouest |        |
| Tiwanaku : centre spirituel et politique de la culture tiwanaku | La Paz           | Culturel, (iii), (iv)             | 2000 | 71,5            | 567  | | 16° 33′ 29″ sud, 68° 40′ 41″ ouest |        |
| Ville de Potosí                                                 | Potosí           | Culturel, (ii), (iv), (vi)        | 1987 | 2 211           | 420  | En péril depuis 2014. | 19° 35′ 02″ sud, 65° 45′ 11″ ouest |        |
| Ville historique de Sucre                                       | Chuquisaca       | Culturel, (iv)                    | 1991 |                 | 566  | | 19° 02′ 35″ sud, 65° 15′ 32″ ouest |        |

### Liste indicative
Les sites suivants sont inscrits sur la liste indicative de la Bolivie en 2023.
| Site                                              | Département | Type                             | Date | Lien | Notes | Coordonnées                        | Illus. |
| ------------------------------------------------- | ----------- | -------------------------------- | ---- | ---- | ----- | ---------------------------------- | ------ |
| Inkallaqta, le plus grand site inca du Qulla Suyu | Cochabamba  | Culturel, (ii), (iii), (iv), (v) | 2003 | 1815 |       | 17° 34′ 59″ sud, 65° 25′ 01″ ouest |        |
| Pulacayo, site patrimonial industriel             | Potosí      | Culturel, (iii), (iv), (vi)      | 2003 | 1814 |       | 20° 19′ 59″ sud, 66° 45′ 00″ ouest |        |
| Cal Orck'o : traces du temps                      | Chuquisaca  | Naturel, (viii)                  | 2003 | 1816 |       | 19° 04′ 59″ sud, 65° 10′ 01″ ouest |        |
| Lac sacré Titicaca                                | La Paz      | Mixte                            | 2003 | 1817 |       | 15° 13′ 59″ sud, 68° 27′ 00″ ouest |        |
| Parc national Sajama                              | Oruro       | Mixte                            | 2003 | 1813 |       | 17° 55′ 01″ sud, 68° 40′ 59″ ouest |        |